# 8048 Andrle
A 8048 Andrle (ideiglenes jelöléssel 1995 DB1) a Naprendszer kisbolygóövében található aszteroida. Miloš Tichý és Zdeněk Moravec fedezte fel 1995. február 22-én.